# Naegleria aerobia
Espèce
Naegleria aerobia est une espèce d'amibes de la famille des Vahlkampfiidae.

## Systématique
L'espèce Naegleria aerobia a été décrite en 1970 par les microbiologistes indiens Baij Nath Singh (d) et Santosh R. Das (d),.

## Description
Dans leur description de 1970, les auteurs indiquent que, dans les conditions normales, le diamètre de Naegleria aerobia mesure entre 10 et 15 µm.

## Étymologie
Son épithète spécifique, du grec ancien ἀήρ, aêr, « air », et βίος, bíos, « vie », fait référence à sa existence aérobie contrairement aux autres amibes parasites.

## Publication originale
- (en) B. N. Singh et S. R. Das, « Studies on pathogenic and non-pathogenic small free-living amoebae and the bearing of nuclear division on the classification of the order amoebida », Philosophical Transactions of the Royal Society B: Biological Sciences, Royal Society, vol. 259, no 832,‎ 1er octobre 1970, p. 435-476 (ISSN 0962-8436 et 1471-2970, OCLC 01403239, PMID 4399072, DOI 10.1098/RSTB.1970.0063, JSTOR 2416965).